# 脇克典
脇 克典（わき かつのり、1984年 - ）は、日本の映像作家、アニメーター。
主に、NHKの音楽番組「みんなのうた」などのアニメーションを制作している。

## 作品一覧

### みんなのうた
- ◆は、5分間1曲枠の楽曲（ロングのうた）。
- 手をつないで歩こう / すとぷり（2022年10月・11月放送）

### その他

#### テレビアニメ
- 白豚貴族ですが前世の記憶が生えたのでひよこな弟育てます（2025年、OP絵コンテ・OP演出・OPCG）